# Nicolas Morn
Nicolas Morn (Hautbellain, Troisvierges, 23 de febrer de 1932 – Hautbellain, 14 de març de 1997) fou un ciclista luxemburguès, que va competir en la prova individual i la de cursa per equips dels Jocs Olímpics d'Estiu de 1952 disputats a la ciutat de Hèlsinki.